# 圣萨万 (上比利牛斯省)
圣萨万（法語：Saint-Savin，法語發音：[sɛ̃ savɛ̃]）是法国上比利牛斯省的一个市镇，位于该省西南部，属于阿热莱斯加佐斯特区。

## 地理
圣萨万（42°58'47"N, 0°5'26"W）面积3.86 平方千米，位于法国奧克西塔尼大區上比利牛斯省，该省份为法国西南部内陆省份，北至热尔省，西接大西洋比利牛斯省，南与西班牙接壤，东临上加龙省。
与圣萨万接壤的市镇（或旧市镇、城区）包括：洛-巴拉尼亚斯、于镇、阿达斯、阿尔西藏阿旺、科特雷、皮埃尔菲特-内斯塔拉斯。

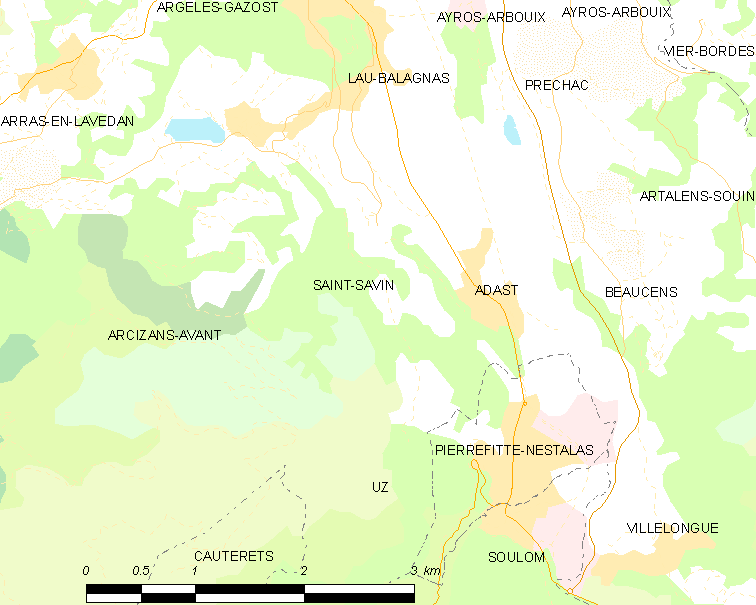
的OSM定位图

圣萨万的时区为UTC+01:00、UTC+02:00（夏令时）。

## 行政
圣萨万的邮政编码为65400，INSEE市镇编码为65396。

## 政治
圣萨万所属的省级选区为激流谷县。

## 人口

1962-2008年间人口变化图示

圣萨万于2022年1月1日时的人口数量为366人。